# Grand Theft Auto: Liberty City Stories
Grand Theft Auto: Liberty City Stories é um jogo eletrônico de ação-aventura de 2005 desenvolvido em colaboração entre a Rockstar Leeds e a Rockstar North, e publicado pela Rockstar Games. A nona entrada da série Grand Theft Auto, foi inicialmente lançado como um título exclusivo para o PlayStation Portable em outubro de 2005. Um porte para PlayStation 2 foi lançado em junho de 2006. Na época do lançamento, o preço de varejo recomendado para a versão de PS2 era cerca de metade do preço da versão de PSP, já que a versão para PS2 não conta com o recurso de ripagem de trilha sonora personalizada da versão para PSP. Em abril de 2013, uma versão para PlayStation 3 foi disponibilizada através da PlayStation Network. Portes para dispositivos iOS, Android e Fire OS também foram lançados em dezembro de 2015, fevereiro de 2016 e março de 2016, respectivamente.
O jogo é o primeiro título 3D da série a ser lançado para dispositivos portáteis e funcioina como uma prequela de Grand Theft Auto III (2001), usando o mesmo cenário de Liberty City (uma paródia fictícia da cidade de Nova York). A história single-player, ambientada em 1998, acompanha o mafioso Toni Cipriani, personagem apresentado pela primeira vez em Grand Theft Auto III, e seus esforços para ascender na hierarquia da família criminosa Leone, enquanto se envolve lentamente em uma disputa de poder entre as diversas organizações mafiosas da cidade. A versão para PSP do jogo também inclui um modo multijogador por meio de uma rede ad hoc sem fio, que permite que até seis jogadores participem de vários modos de jogo diferentes.
Liberty City Stories recebeu avaliações geralmente positivas dos críticos e foi um sucesso comercial, vendendo mais de oito milhões de cópias até março de 2008 e se tornando o jogo de PSP mais vendido de todos os tempos. Foi seguido em outubro de 2006 por Grand Theft Auto: Vice City Stories, uma prequela de Grand Theft Auto: Vice City (2002).

## Características
Grand Theft Auto: Liberty City Stories mantém as mesmas características que os jogos anteriores na série. Mas este possui um diferencial: ele é uma prequela de Grand Theft Auto III. Ou seja, um jogo que leva o jogador a conhecer o passado de GTA III, mais precisamente focado na Máfia, que acabou em GTA III após Claude (personagem principal) acabar com os chefes dela, incluindo o mais poderoso deles, Salvatore Leone.

## Jogabilidade
Grand Theft Auto: Liberty City Stories é um jogo eletrônico de ação e aventura ambientado em um ambiente de mundo aberto e jogado em perspectiva de terceira pessoa. O layout de Liberty City é bastante similar ao visto em Grand Theft Auto III, mas também incorpora elementos encontrados em sucessores de Grand Theft Auto III, como mais ambientes internos, troca de roupas, e motocicletas. Embora aviões e helicópteros pilotáveis estejam presentes em Vice City e San Andreas, aeronaves pilotáveis não estão presentes em Liberty City Stories enquanto helicópteros só são acessíveis através de certos exploits. Seguindo os jogos recentes da série Grand Theft Auto, o jogador possui mais flexibilidade  em termos de movimentar a câmera para observar os arredores (Grand Theft Auto III é notavelmente limitado nesse aspecto). Em contraste com o lançamento anterior do "Universo 3D", Grand Theft Auto: San Andreas, o protagonista de Liberty City Stories não tem a habilidade de escalar e de nadar – o contato com águas profundas é instantaneamente fatal. O mundo aberto geral do jogo, por ser baseado no layout original de Liberty City, é consideravelmente menor do que o de San Andreas.
A versão para PSP de Liberty City Stories possui um modo multijogador , para até seis jogadores através do modo Wi-Fi ad-hoc (na mesma área). O jogo apresenta sete modos de jogo multiplayer sem fio, nos quais vários modelos de pedestres e personagens são os mesmos avatares. Esses modos multiplayer foram removidos nas versões para PS2 e dispositivos móveis.

## Enredo

#### Cenário
Liberty City Stories se passa no início de 1998 na fictícia Liberty City (baseada na cidade real de Nova Iorque, além de outras cidades da Costa Leste e do Centro-Oeste, incluindo, Filadélfia, Detroit, Baltimore, Chicago, Pittsburgh, bem como a área portuária de Leith em Edimburgo, Escócia), e faz parte do cânone "Universo 3D" da série Grand Theft Auto. Ambientado cerca de três anos antes dos eventos de Grand Theft Auto III, o cenário do jogo apresenta várias áreas que são diferentes da versão de Liberty City de 2001, incluindo locais que estão em construção ou instalações e edifícios que são demolidos até 2001. Por exemplo, a Callahan Bridge está inacabada em 1998, então um serviço de balsa é a principal ligação entre Stauton Island e Portland. Outro exemplo é Fort Stauton, inicialmente um distrito "Little Italy" no jogo, até que eventos posteriores na história levam à sua destruição quase total, tornando-se um canteiro de obras até 2001.

#### Personagens
Assim como nos jogos anteriores da série Grand Theft Auto, Liberty City Stories conta com um elenco de atores notáveis em seu casting. Vários personagens de Grand Theft Auto III fazem aparições no jogo,recebendo mudanças significativas em sua aparência e estilos de vida para refletir quem eles eram em 1998. Embora Frank Vincent, Guru, and Sondra James retornam para reprisar seus papéis como Salvatore Leone, 8-Ball, e Ma Cipriani, respectivamente, de Grand Theft Auto III (e, no caso de Vincent, também de Grand Theft Auto: San Andreas), outros personagens que retornam de Grand Theft Auto III foram dublados por novos atores. Por exemplo, Danny Mastrogiorgio substituiu Michael Madsen como Toni Cipriani, Fiona Gallagher substituiu Debi Mazar como Maria Latore, Peter Appel substituiu Robert Loggia como Ray Machowski, e Will Janowitz substituiu Kyle MacLachlan como Donald Love.

#### Sinopse
Em 1998, o mafioso da família Leone, Antonio "Toni" Cipriani (Danny Mastrogiorgio), forçado a viver no exterior por quatro anos após assassinar um homem feito, retorna para Liberty City. Seu chefe, Don Salvatore Leone (Frank Vincent), o recebe de volta e o designa para trabalhar sob as ordens de outro mafioso da família Leone, Vincenzo "Lucky" Cilli (Joe Lo Truglio), que despreza Toni. Durante seu trabalho para Vincenzo, Toni conhece JD O'Toole (Greg Wilson), um membro da família rival Sindacco que deseja mudar de aliança, e começa a trabalhar com ele para derrubar os Sindaccos. Mais tarde, Vincenzo tenta armar uma cilada para que Toni seja preso durante um trabalho, mas este consegue escapar e, como resultado, corta laços com Vincenzo.
Durante esse período, Toni descobre que sua mão (Sondra James) desaprova sua baixa posição na família Leone e tenta impressioná-la, mas acaba sendo forçado a se afastar depois que ela ordena um atentado contra sua vida.Após Toni ajudar JD a assumir o controle de um clube dos Sindacco, este é convidado a se juntar oficialmente aos Leone como um "made man" (membro oficial da máfia). No entanto, isso acaba sendo uma armadilha, e JD é morto por ordem de Salvatore, que se torna paranóico e teme que JD pudesse trair os Leone, assim como havia traído os Sindacco, embora JD não tivesse feito nada para traí-los. Após a morte de JD, Salvatore começa a atribuir pessoalmente tarefas a Toni, incluindo cuidar de sua esposa troféu, Maria (Fiona Gallagher). Vincenzo logo fica com ciúmes da nova posição de Toni na família Leone e o atrai para uma emboscada para ser morto, mas Toni sobrevive e mata Vincenzo.
Toni posteriormente descobre evidências de que o subchefe da Máfia Siciliana, Massimo Torini (Duccio Faggella), está orquestrando planos para que gangues menores assumam o controle do território dos Leone, enquanto eles estão envolvidos em uma guerra com as famílias Sindacco e Forelli. Após ajudar a escoltar Salvatore ao centro da cidade enquanto problemas surgem, Toni conquista sua confiança e se torna um "made man" dentro da família Leone, fazendo com que sua mãe cancele o atentado contra ele. Logo, Toni se vê encarregado de matar o prefeito da cidade, controlado pelos Forelli, e de ajudar o magnata dos negócios Donald Love ()into becoming a se tornar seu substituto. No entanto, Donald vai à falência depois que seus laços com os Leone são descobertos e perde para seu rival Miles O'Donovan (John Braden), que rapidamente manda prender Salvatore sob várias acusações logo após sua eleição. Toni permanece leal a Salvatore e continua a realizar trabalhos para ele enquanto ele está na prisão, incluindo matar Don Paulie Sindacco (Jeff Gurner) como vingança por ter mandado prender Salvatore.
Mais tarde, Donald recruta a ajuda de Toni para reconstruir sua fortuna e o contrata para matar seu ex-mentor, Avery Carrington, roubar seus planos de desenvolvimento urbano e destruir o distrito de Fort Staunton, controlado pelos Forelli, com explosivos, para que a empresa de Donald receba fundos para reconstruí-lo. Durante esse período, Toni também é manipulado a cometer crimes para impulsionar a carreira do repórter Ned Burner (Peter Bradbury), a quem ele posteriormente mata para evitar que ele exponha o envolvimento de Toni e Donald no assassinato de Avery. Ele também aceita trabalhos de Toshiko Kasen (Hana Moon), a esposa negligenciada do líder da Yakuza, Kazuki Kasen (Keenan Shimizu), para sabotar as operações de seu marido. Após Toni matar Kazuki durante um confronto, Toshiko, consumida pela culpa, comete suicídio.
Com os Leone agora sendo a família mafiosa mais poderosa de Liberty City após sua vitória sobre os Sindacco e Forelli, Salvatore se vê como alvo de seus rivais, forçando Toni a protegê-lo antes de seu julgamento. Ao ser liberado sob fiança, Salvatore deduz que Torini organizou a guerra entre as facções e fraudou as eleições para prefeito, e suspeita que seu próximo movimento será sequestrar O'Donovan para impedi-lo de retirar as acusações contra Salvatore. Após matar Torini e resgatar O'Donovan com a ajuda de Toni, Salvatore coagiu o prefeito a conceder imunidade legal à sua família. Ele então vai com Toni para confrontar seu tio (Bruce MacVittie), o verdadeiro chefe da Máfia Siciliana e superior de Torini. Embora o Tio Leone finja ignorância sobre as ações de Torini e decida retornar à Sicília, Salvatore sabe que ele foi responsável por todas as tentativas de enfraquecer o controle dos Leone sobre Liberty City, como vingança por Salvatore não pagar tributos a ele. No entanto, com seu tio não mais sendo uma ameaça, Salvatore se estabelece no controle da cidade, enquanto Toni é promovido a caporegime como recompensa por sua assistência.

## Desenvolvimento
Grand Theft Auto: Liberty City Stories é mais um episódio da série Grand Theft Auto. A partir de julho de 2006, foi o jogo mais vendido para o PSP. Foi lançado nos Estados Unidos no dia 25 de outubro de 2005, e no Reino Unido no dia 4 de novembro de 2005. Duas companhias da Rockstar, Rockstar North e Rockstar Leeds trabalharam na criação deste jogo.
A versão para PlayStation 2 foi lançada no dia 6 de junho de 2006, na América do Norte, por um preço sugerido de US$ 19.99, 22 de junho de 2006 no Reino Unido e o resto de Europa por GBP £ 19.99 ou EUR € 29.99, respectivamente. Esses preços são menos da metade do preço típico de um lançamento de grande nome (os primeiros três episódios da série para PS2 saíram a US$ 49.99 cada). A versão do PS2 não traz o modo de multiplayer ou a trilha sonora personalizada, presentes na versão original.
Em abril de 2013 o jogo recebeu uma versão para o Playstation 3 através da PlayStation Network.
Como apontado em uma entrevista na IGN, "A Rockstar deixou a RenderWare de lado devido ao favor de um motor gráfico novo, derivado do mesmo, para melhor utilização da resolução, densidade de texturas e efeitos de partículas do PSP.".
Até o lançamento do Liberty City Stories, a RenderWare vinha sendo utilizada como motor gráfico para os jogos 3D da serie Grand Theft Auto. Além disso, Liberty City Stories também utilizou a Image Metrics como motor de animação facial.
O motor gráfico RenderWare faria anos mais tarde seu retorno triunfal no Liberty City Stories nas versões móveis para Android e iOS.

## Trilha Sonora
Liberty City Stories featuresapresenta dez estações de rádio, que consistem em uma mistura de músicas licenciadas e faixas criadas especificamente para o jogo, além de estações de rádio talk show. Um recurso da versão para PSP do jogo é a possibilidade de ouvir trilhas sonoras personalizadas.
Para implementar esse recurso, a Rockstar disponibilizou o aplicativo chamado "Rockstar Custom Tracks v1.0" no site oficial, na seção "Downloads". Isso permitiu que os jogadores utilizassem a função de trilhas sonoras personalizadas. O aplicativo é baseado no Exact Audio Copy.